# Beit Ommar
Beit Ummar (en árabe: بيت امر) es una ciudad palestina de la gobernación de Hebrón, en Cisjordania. Se encuentra a 10 kilómetros al noroeste de Hebrón y 25 kilómetros al sur de Jerusalén. El nombre proviene del árabe Bayt al-Omara, que significa «casa de Omar». Puede tomar diferentes formas, Beit Ummar Beit, Bayt Ommar, o Bet Ommar.

## Geografía
El municipio tiene una superficie de 40 km² e incluye el pueblo de Safa. Situado a una altitud de 943 m, tiene una temperatura media de 16 °C y una pluviometría de 565 mm al año. En 2007, tenía una población de 13.548 habitantes (1.087 en Safa) repartidos en 2.306 hogares. 49% de la población son mujeres y 42,2% de los residentes son menores de 15 años.
Desde la Segunda Intifada, el desempleo es de 60 a 80 por ciento, debido principalmente a la imposibilidad de los residentes a trabajar en Israel y a la depresión de la economía palestina. La ciudad se extiende a ambos lados de la carretera 60 y por este motivo se hicieron varias propuestas de demolición de casas.

## Historia
Beit Ummar fue edificada sobre las ruinas de un pueblo cananeo llamado "Maera" (en árabe: معѧارة) y podría corresponder a la aldea bíblica de Maarat. Los cruzados la llamaban "Beth Amen" e Ibrahim bajá le dio su nombre actual cuando se instaló ahí en 1831. Muchos residentes de la ciudad son descendientes de familias árabes cristianas y el casco antiguo contiene ruinas del cristianismo.

### Mezquita de Matta Nabi
La principal mezquita en Beit Ummar alberga la tumba de Nabi o Amitai Matta, el padre de Jonás. Ad-Din Mujir Matta escribió que era "un hombre santo de la gente de la casa de la Profecía". Cerca de Halhul alberga la tumba de Jonás con la inscripción que dice "Matta Ibn Yunus" o "hijo de Jonás Amitai" confirmando que Matta es en realidad el nombre árabe de Amitai y la tumba de Beit Ummar se dedica a Amitai.
En 1226, el sultán ayyubí al-Mu'azzam construyó una mezquita con un minarete, bajo la supervisión del gobernador de Jerusalén Rashid al-Din al-Mu'azzam. Los mamelucos construyeron añadidos a la mezquita y grabaron varias inscripciones en su superficie.

## Administración
En virtud de los Acuerdos de Oslo de 1993, la ciudad se convirtió en un municipio palestino el 17 de abril de 1997 después del desmantelamiento del consejo municipal instaurado por la Autoridad Civil Israelí (ICA), dependiente de las fuerzas armadas de Israel, y Hussein Badr fue nombrado alcalde por la Autoridad Nacional Palestina. El alcalde electo actual es Sabarna Nasri. El municipio se encuentra repartido entre las zonas B (asuntos civiles administrados por la Autoridad Palestina) y C (asuntos civiles y militares controlados por Israel).
La ciudad es gobernada por un consejo municipal compuesto por trece miembros, entre ellos el alcalde.

## Economía
La principal fuente de ingresos de Beit Ummar proviene de la agricultura, que ocupa 60% de la población. Predominan los cultivos de olivos, viñedos, frutales y cereales. Es conocido por su tradición culinaria de hojas de parra rellenas llamadas Al-Waraq'inib, y por su jarabe de uva llamado Dibs.